# Djati
A l'antic Egipte, el càrrec polític o títol de djati (o tiati) corresponia a aquella persona que governava el país a les ordres directes del faraó. Avui dia equivaldria al càrrec de primer ministre o de president del govern en un país amb monarquia. Tradicionalment s'ha traduït de manera inexacta pel terme "visir" (en anglès o alemany, Wesir) o, a vegades, pel de canceller reial, per les semblances amb aquests càrrecs i, en el cas de visir, per la mateixa història de l'Egipte islàmic. Des de l'Imperi Antic i fins al Baix Imperi, el djati era el funcionari de més alt càrrec dins la cort i dirigia els cossos d'escribes, la policia i la justícia, tot i que el faraó, el seu superior directe, podia ocupar el seu lloc i modificar les seves decisions quan vulgués.
Igual que d'altres alts càrrecs (inclòs el de faraó), poques dones van poder ser-ne titulars. En el cas dels djatis, una de les poques dones que se sap que en van exercir va ser Nebet, coneguda arreu amb el nom anglès de Lady Nebet, sogra del faraó Pepi I (dinastia VI), tot i que hi ha egiptòlegs que creuen que el títol només era honorífic i que era el seu marit, el noble Khui, l'autèntic djati del faraó.

## Deures i obligacions

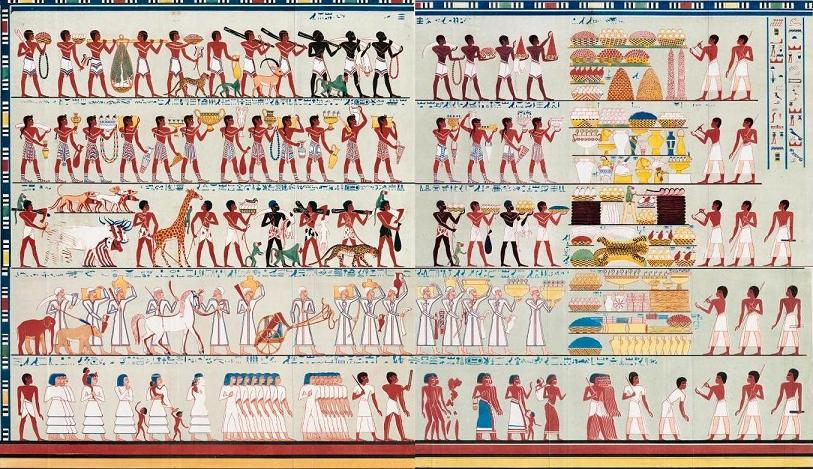
Imatges de la tomba de Rekhmire. Ofrenes d'emissaris estrangers.

La Investidura del Djati, un text que s'ha trobat escrit en diverses tombes de djatis de l'Imperi Nou, descriu les obligacions i els deures que comporta el càrrec de djati, així com la relació amb els altres funcionaris i alts càrrecs, i els seus subordinats. Les principals funcions del visir, segons el text, es troben en les àrees de la tresoreria, la guerra, l'agricultura, interior i sobretot la justícia:
| «                           | I sa majestat va dir: Para atenció al gabinet del djati i vigila totes les feines que s'hi fan. És el pilar de tot el país! (...) T'has d'assegurar que tot es faci d'acord amb la llei, que tot es fa correctament per a garantir els drets (de cada home). (...) No jutgis injustament, déu odia la parcialitat, és un procés judicial, actua en conseqüència. Considera aquell que coneguis com si no el coneguessis. (...) Aquell que practica la justícia davant de tots els homes, aquell és el veritable djati. (...) | » |
| — Tomba de Rekhmire (TT100) | |   |

A la pràctica, el djati controlava els governadors dels nomós i les terres, distribuïa els sous dels funcionaris i treballadors i dirigia la recaptació d'impostos. També era l'administrador en cap de l'exèrcit i del comerç exterior, cap de les obres arquitectòniques i primer magistrat, reclutava soldats, supervisava la policia i el tràfic fluvial i era el màxim responsable del poble de Deir el-Medina. També s'encarregava de deixar constància de fenòmens naturals com la sortida de l'estrella Sirius, les inundacions del Nil i les pluges.

## Djatis destacats

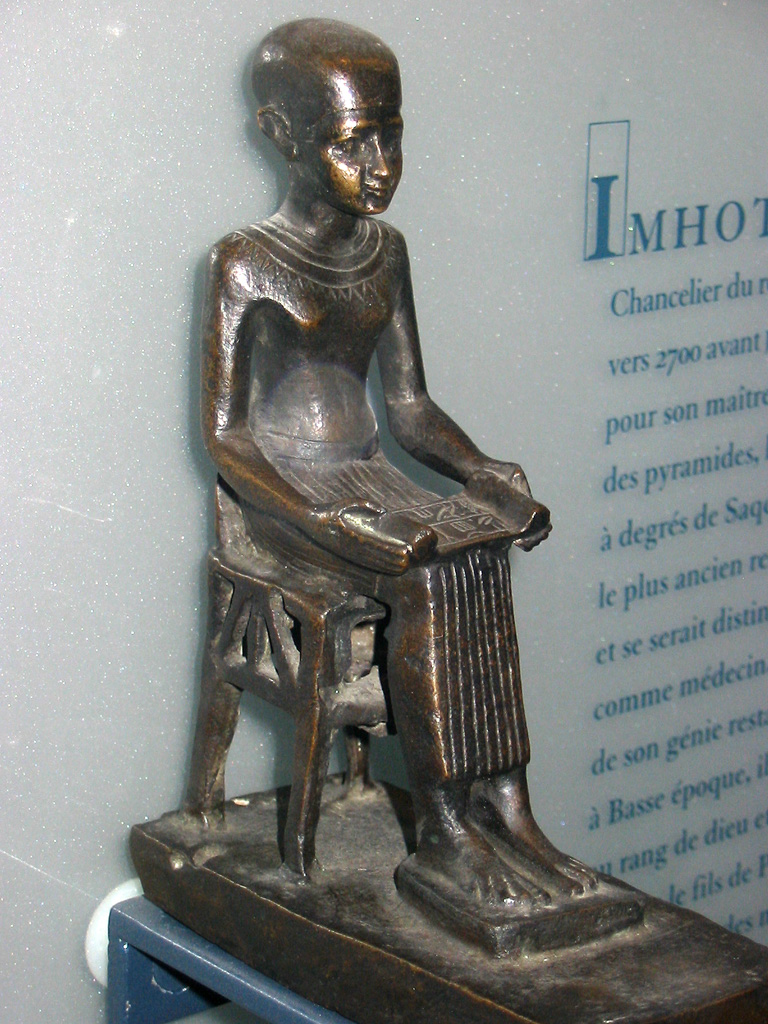
Estàtua d'Imhotep divinitzat, època ptolemaica (Museu del Louvre).

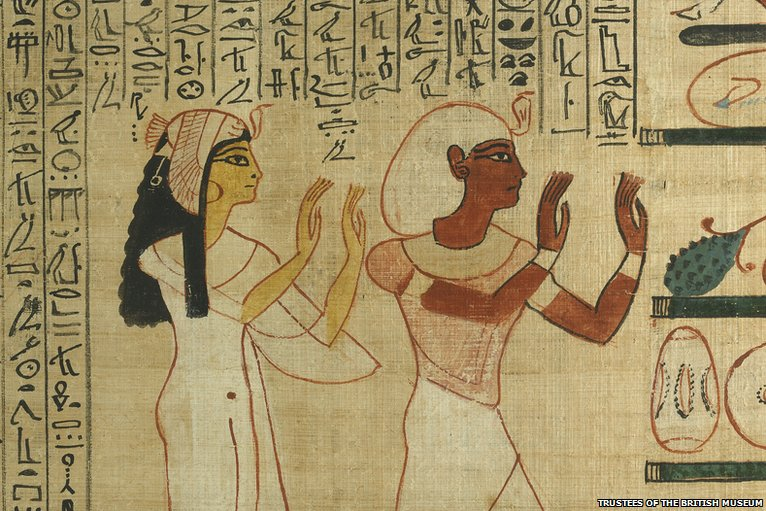
Herihor i la seva dona Nodjmet, detall del Llibre dels Morts de Neskhons, esposa de Pinedjem II.

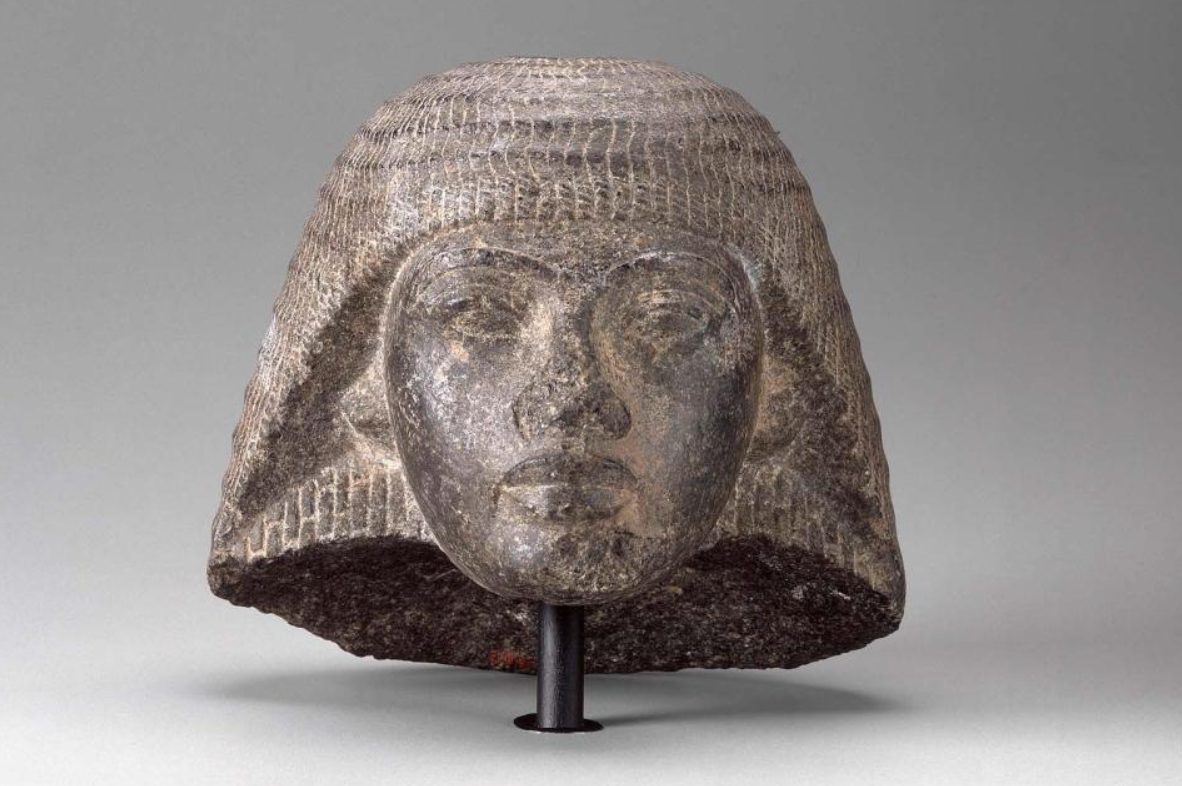
Paramessu (Ramsès I), esculpit quan exercia de djati del faraó Horemheb.

Existeixen diversos djatis que s'han fet famosos per les seves obres (arquitectòniques sobretot) i/o pel paper destacat que van tenir en èpoques difícils. La majoria ostentaven diversos càrrecs, a part del de djati, com el d'arquitecte reial, Summe Sacerdot, general en cap de l'exèrcit, etc. Alguns djatis van arribar a convertir-se en faraons.
- Imhotep, djati, sacerdot i arquitecte del faraó Djoser, és conegut sobretot per la piràmide esglaonada de Saqqara.
- Senemut, djati i arquitecte reial de Hatshepsut, és conegut sobretot pel temple de Hatshepsut a Deir el-Bahari, pel rumor d'haver estat l'amant de la reina i per les seves dues tombes (TT71 i TT353).
- Rekhmire, djati principal de Tuthmosis III, era membre d'una dinastia de djatis que van governar durant la Dinastia XVIII. Djatis familiars seus van ser: Amenthu (avi), Neferweben (pare) i Useramon (oncle).
- Amenhotep fill d'Hapu, djati, Summe Sacerdot d'Horus-Khentikhiti, escriba reial i arquitecte. Conegut sobretot pel temple funerari d'Amenofis III (Amenhotep III), famós pels Colossos de Mèmnon.
- Herihor, djati, militar i Summe Sacerdot d'Amon a l'època de Ramsès XI, va tenir un paper polític molt destacat.

### Djatis que van esdevenir faraons
- Amenemhat I (Dinastia XII)
- Ay (Din. XVIII)
- Horemheb (Din. XVIII)
- Ramsès I (Din. XIX)
- Amenmesse (Din. XIX)
- Pinedjem I (Din. XXI)